# 푸레이번역출판상
푸레이번역출판상(프랑스어: Le Prix Fu Lei, 중국어: 傅雷翻译出版奖)은 주중 프랑스 대사관이 프랑스어 출판물을 번역한 중국어 번역가와 출판사의 작품을 인정하기 위해 2009년 제정한 상이다. 중국어 번역가 푸레이의 이름을 따서 명명되었으며 매년 수여된다. 최고의 신인 번역가에게 수여되는 "Jeune Pousse [Young Shoot]" 상을 포함해 다양한 종류의 시상이 있다.